# مايك غاردنر
مايك غاردنر (بالإنجليزية: Mike Gardner)‏ هو مدير فني أمريكي، ولد في 9 مارس 1967 في رولاند بارك في الولايات المتحدة.